# Martin McDonagh
Martin McDonagh (* 26. března 1970, Londýn) je britský dramatik a filmový režisér irského původu.

## Život
McDonaghovi rodiče se oba narodili v Irsku, jeho matka pochází z Killeenduff v hrabství Sligo, jeho otec se narodil v Connemarském Lettermullenu v hrabství Galway. On sám trávil pravidelně léto v západním Irsku, kde se seznámil se svérázným místním dialektem, který později použil ve svých hrách.

## Tvorba
Hry Martina McDonagha se vyznačují scénami explicitního násilí, vulgarismy a černým humorem, který má místy nádech grotesky. McDonaghova tvorba může být zařazena k žánru britského divadla "in yer face". Martin McDonagh je populárním a komerčně úspěšným autorem, jeho hry jsou neustále překládány a uváděny po celé Evropě.

### Divadelní hry
McDonaghovou nejúspěšnější hrou dodnes zůstává jeho prvotina Kráska z Leenane, za kterou mj. obdržel Cenu londýnských kritiků pro nejslibnějšího autora. Kráska z Leenane je součástí tzv. Connemarské trilogie, do které patří ještě Lebka z Connemary a Osiřelý západ. Autorovo dílo pokračuje tzv. Aranskou trilogií, sestávající z her Mrzák inishmaanský, Poručík z Inishmooru a Smrtky z Inisheeru. Další hrou byl Pan Polštář (The Pillowman).
Mrzák Innishmaanský (The Cripple of Innishmaan) : Tato hra je temnou komedií o postiženém chlapci Billy Clavenovi, který se snaží získat roli v natáčení dokumentu "Man of Aran". Tento dokument byl skutečně natočen ve třicátých letech a jedná se o hraný dokument o lidech z ostrova Aran.

### Film
V roce 2006 získal McDonagh Oscara za svůj autorský krátký film Six Shooter. Poté, co vyhrál Oskara, vstoupil v jednání se společností Focus Features, jehož výsledkem byla nabídka režírovat film podle svého vlastního scénáře. Tento film byl uveden do kin v roce 2008 pod názvem V Bruggách (In Bruges). V hlavních rolích filmu hrají Colin Farrell, Brendan Gleeson a Ralph Fiennes. Film pojednává o páru nájemných zabijáků, které jejich povinnosti přivedly do belgického města Bruggy. Film byl uveden v rámci úvodního večera filmového festivalu Sundance. Ve spolupráci s Colinem Farrellem pokračoval i později, v roce 2012 Farrella obsadil ve své filmové komedii Sedm psychopatů (Seven Psychopaths).
Jeho krimi drama Tři billboardy kousek za Ebbingem (Three Billboards Outside Ebbing, Missouri), které McDonagh napsal a zrežíroval, si roku 2018 vysloužilo celkem sedm nominací na Oscara včetně nominací v kategoriích nejlepší film a nejlepší původní scénář a nominace za nejlepší ženský herecký výkon v hlavní roli (Frances McDormandová) a nejlepší mužský herecký výkon ve vedlejší roli (Sam Rockwell) proměnilo na Oscara.

### McDonaghovy hry v České republice
Co do počtu inscenací zatím s přehledem vedou dramata Kráska z Leenane a Poručík z Inishmooru. O první uvedení McDonaghova díla v České republice se postarala Komorní činohra, která v režii Jiřího Bábka uvedla Krásku z Leenane v Divadle v Řeznické bez zájmu kritiků. Značný úspěch u kritiků měla inscenace Osiřelého západu režiséra Ondřeje Sokola v pražském Činoherním klubu (mj. druhé místo v Anketě Divadelních novin o nejlepší inscenaci roku, nominace na Cenu Alfréda Radoka v kategoriích Inscenace roku a Mužský herecký výkon roku /Jaromír Dulava za ztvárnění Colemana Connora/). V Činoherním klubu uvedli další hru v překladu a režii Ondřeje Sokola - Kati.
Brněnský Buranteatr zinscenoval hru Pan Polštář v režii Jiřího Hájka.
Poručík z Inishmoru se uváděl jednu sezónu od září 2013 do dubna 2014 v Divadle F. X. Šaldy v Liberci v režii Michala Langa. Také byl hrán ve Švandově divadle na Smíchově.
Ostravské Divadlo Petra Bezruče uvedlo hry Mrzák inishmaanský (2013, 2014) a Osiřelý západ (2015, 2016), roku 2017 a 2018 mělo na svém programu také Krásku z Leenane. Činoherní studio Ústí nad Labem připravilo pro své diváky inscenaci Lebky z Connemary v režii Jana Jankovského.
Moravské divadlo v Olomouci nastudovalo roku 2016 McDonaghovu hru Poručík z Inishmoru (sic!). Režie „teroristické grotesky o lásce ke kočkám“, jak zněl podtitul olomoucké inscenace, se ujal Robert Bella (premiéra: 6. 5. 2016).
Činoherní klub musel na konci roku 2021 stáhnout z repertoáru hru Ujetá ruka, protože autor si stanovil podmínku, aby herec hrající roli Tobyho byl „potomkem černošských Afričanů nebo černošských obyvatel Karibiku".